# Dasychira glaucinoptera
Dasychira glaucinoptera är en fjärilsart som beskrevs av Collenette 1934. Dasychira glaucinoptera ingår i släktet Dasychira och familjen tofsspinnare. Inga underarter finns listade i Catalogue of Life.